# Palau del rei Martí l'Humà
El palau del rei Martí l'Humà és un palau d'estil gòtic situat dins del tercer recinte del Monestir de Poblet, integrat entre edificacions d'èpoques anteriors, ocupant les plantes superiors de l'atri del claustre, trulls, pas al priorat o el vestíbul de l'església. Des del punt de vista arquitectònic hom el considera com una de les joies de l'art gòtic civil a Catalunya. Actualment, serveix de seu pel museu del monestir.
La construcció s'inicià l'any 1397 per ordre de Martí l'Humà com a habitatge seu. Anteriorment, ja havia tramès un escrit a l'abat explicant amb les seves intencions.
| « | Hem escollit sepultura al nostre monestir de Poblet, prop de la del nostre pare d'alta memòria, immediatament després, és a dir, a l'altre extrem del cor del prior. | » |

Les obres foren encarregades al mestre Arnau Bargués, autor de l'antiga façana de la Casa de la Ciutat de Barcelona (l'Ajuntament) i director de les obres de la catedral de Barcelona, i s'allargaren fins a 1406, quan s'aturaren sense haver-se acabat. Es conserva l'escrit que envià el rei a l'arquitecte el 4 de novembre de 1402, demanant-li que l'acabessin. El rei Martí va morir l'any 1410 sense veure'l conclòs. Se'n va paralitzar la construcció durant segles fins que es va reiniciar i finalitzar l'any 1966.
La Comissió de Monuments de Tarragona guarda unes actes on queda exposat de manera detallada l'estat del palau a partir del 1850, com es veu en una acta de 1924:
| « | La coberta amenaça amb ensorrar-se d'un moment per l'altre amb tota la càrrega que no pot suportar, la qual cosa produirà inel·luctablement l'enfonsament dels murs en que están enclavats el finestrals gòtics, que constitueixen el més bell exemplar de l'art ogival a Catalunya | » |

## L'edifici

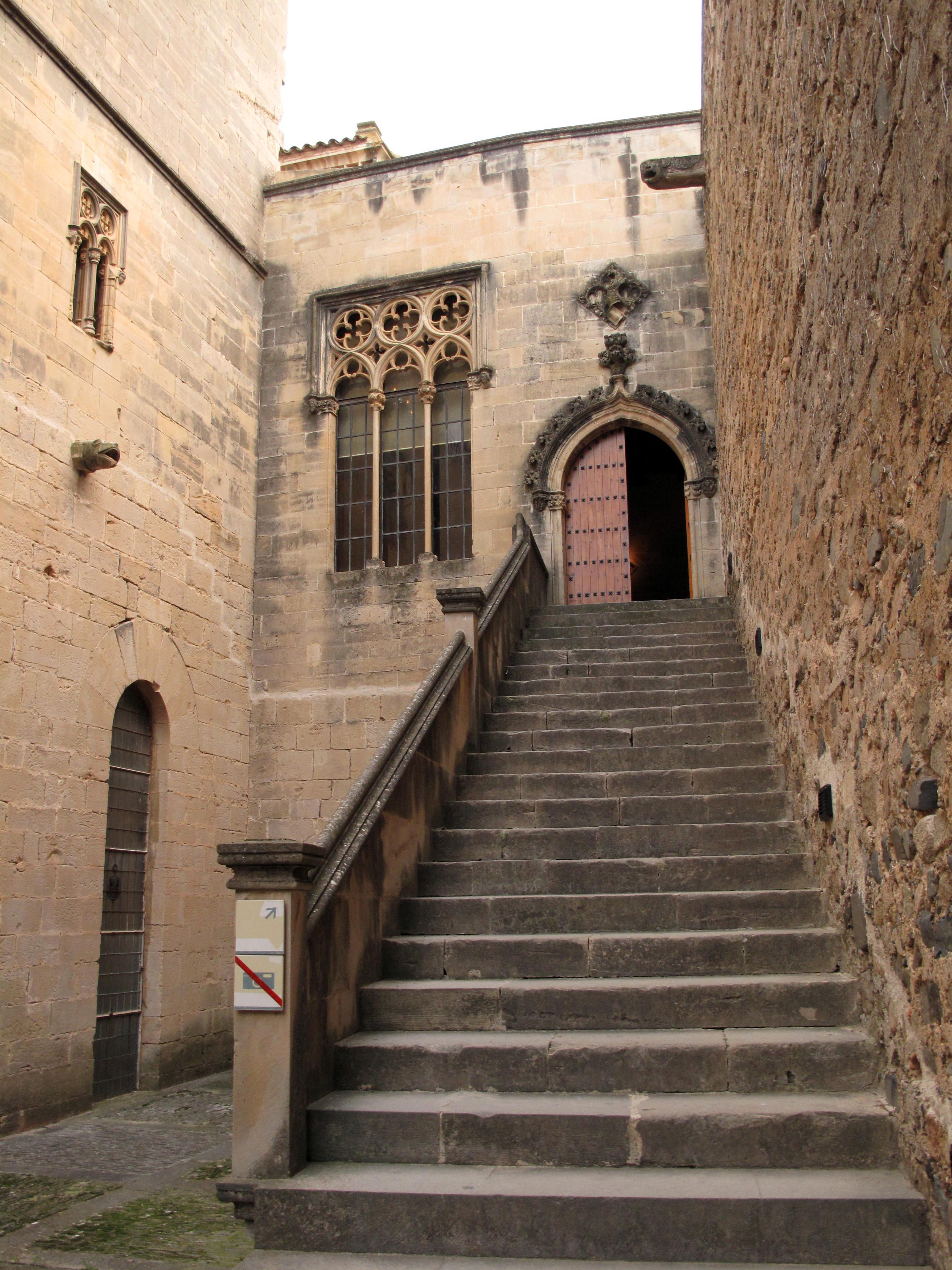
Escala del palau

En travessar la Porta Reial es troba a mà dreta una porta que dona accés al palau. L'entrada a l'edifici es fa per aquest pati que és al costat de l'espai dels trulls, i d'allà arranca l'escala que condueix a les plantes superiors. És un espai irregular i no gaire ampli perquè es va haver d'adaptar a les zones ja construïdes dels trulls, el faristol de l'església i la muralla, d'on arranca l'escala principal; havent-hi una altra que condueix a les dependències auxiliars. Al final de cada una d'aquestes escales hi ha una porta gòtica rematada per l'escut reial en forma de rombe, que conté la cimera amb el drac alat utilitzada per primer cop per Pere el Cerimoniós.
Les façanes contenen cinc grans finestres gòtiques, trífores, totes diferents, tot i que mostrant gran harmonia entre elles. En la part superior, a manera de cornisa s'estengué un fris d'arquets que descansa sobre caps humans i dracs. Els arquets de les façanes est i oest són originals, mentre que els de la nord i sud van ser completats el 1966 pel picapedrer Miquel Vendrell.
Des de l'exterior s'accedeix directament a la sala reial, anomenada de la cort o de dia. Té coberta de fusta que es recolza en dos grans arcs, dels quals les mènsules s'observen uns àngels amb els escuts del rei Martí i la seva primera dona, Maria de Luna. A la paret hi ha unes finestres que permeten gran lluminositat a més d'una gran llar de foc. Una petita porta condueix al passadís i una major a la segona sala anomenada de les dames o bé de nit. En aquesta es troba una finestra i al mur s'endevinen les restes d'una llar de foc com l'anterior.

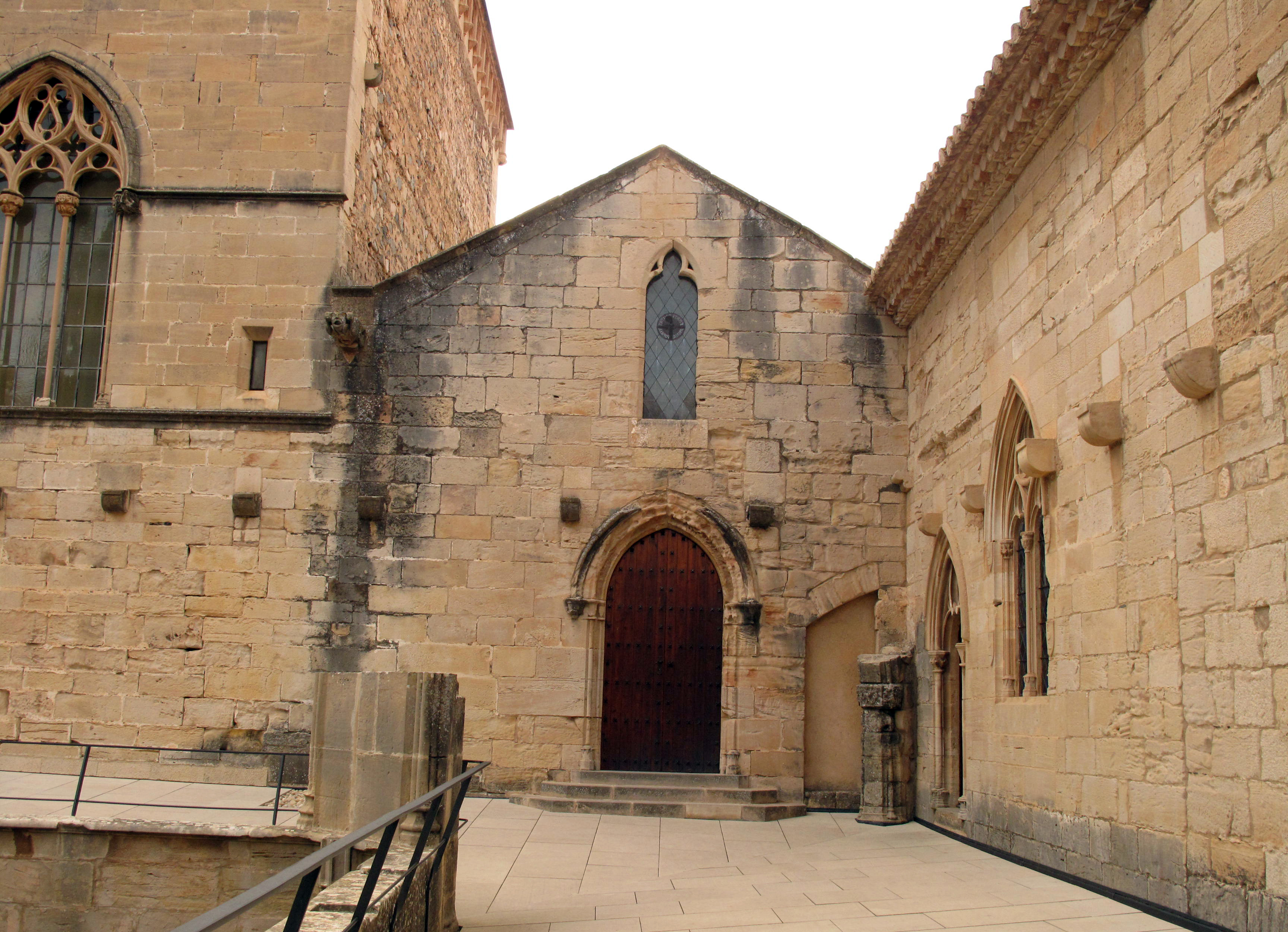
Capella del palau

La façana de la part posterior està molt ornamentada amb mènsules historiades i un finestral central amb un fris ple de relleus que es va salvar dels danys causats durant les Guerres Napoleòniques i el posterior abandonament. Seguint la segona porta d'accés al palau s'arriba a la capella reial. Les altres estances serveixen per als serveis auxiliars del museu que ocupa avui dia aquest palau.
L'escultura gòtica que decora aquest palau s'ha atribuït a François Sallau, segons uns estudis recents de finals del segle xx. Aquest escultor d'origen francès va cisellar capitells, frisos, blasons, figures, flora i fauna, amb un estil de gran realisme i demostrant a més gran sentit de l'humor.

## Restauració i fi de la construcció de 1966
La Direcció de Belles Arts va dur a terme la reconstrucció i finalització del palau. L'arquitecte Alejandro Ferrant Vázquez va dirigir els treballs. Juntament amb la porta principal es va col·locar una petita làpida de commemoració per l'esdeveniment. El 1979 es dedicaren les estances a Museu de Poblet, amb l'ajuda i col·laboració de les Diputacions de Girona i Tarragona.

## Enterrament del rei Martí
Martí I va voler ser sepultat a Poblet amb el seu pare Pere el Cerimoniós. Amb aquesta fi va escriure a l'abat Vicent Ferrer perquè li construís la tomba. No obstant això, quan va morir va ser enterrat a la catedral de Barcelona, fins que el 1460 les seves restes foren traslladades al monestir amb les del seu germà Joan el Caçador i la seva segona esposa. En l'actualitat la seva tomba es troba a l'extrem del creuer, juntament amb la capella de Sant Benet. El sarcòfag és obra de Frederic Marès.

## El museu
El monestir de Poblet havia quedat bastant destruït i desvalisat dels objectes de valor: foren arrancades pedres, escultures, columnes, capitells i altres elements arquitectònics, molts dels quals es trobaven repartits pel recinte religiós. A la vista d'aquestes valuoses restes es va decidir (a inicis del segle xx) recopilar-los un a un i desar-los a la galilea o atri del temple, com a magatzem provisional. El lloc no oferia prou garanties de seguretat, raó per la qual es van traslladar totes les peces a les dues sales de la biblioteca antiga.